# Stefan Bareła
Stefan Bareła (* 24. Juni 1916 in Zapolice; † 12. Februar 1984 in Częstochowa) war Bischof von Częstochowa (Tschenstochau).

## Leben
Er empfing am 25. März 1944 durch Teodor Kubina, Bischof von Częstochowa, die Priesterweihe.
Papst Johannes XXIII. ernannte ihn am 26. Oktober 1960 zum Weihbischof in Częstochowa und gleichzeitig zum Titularbischof von Hyllarima. Die Bischofsweihe spendete ihm am 8. Januar 1961 sein Diözesanbischof Zdzisław Goliński; Mitkonsekratoren waren Karol Józef Wojtyła, Weihbischof in Krakau, und Stanisław Czajka, Weihbischof in Częstochowa. Am 17. Januar 1964 wurde er von Papst Paul VI. zum Bischof von Częstochowa ernannt.
Er starb 1984 im Amt.